# Slovenské Nové Mesto
Slovenské Nové Mesto (allemand : Slowakisch-Neustadt, hongrois : Kisújhely) est un village de Slovaquie situé dans la région de Košice.

## Histoire
Première mention écrite du village en 1918.
La localité fut annexée par la Hongrie après le premier arbitrage de Vienne le 2 novembre 1938. En 1938, on comptait 559 habitants dont 67 d'origines juives. Elle faisait partie du district de Sátoraljaújhely (hongrois : Sátoraljaújhelyi járás) et est redevenu un quartier de la ville de Sátoraljaújhely. Durant la période 1938 - 1944, le nom hongrois Sátoraljaújhely-Gyártelep était d'usage. Après la guerre, la commune a été intégrée dans la Tchécoslovaquie reconstituée.

## Démographie

### Évolution de la population
| Année:               | 1994. | 2004.    | 2014.   | 2024.   |
| -------------------- | ----- | -------- | ------- | ------- |
| Nombre de personnes: | 952   | 1052     | 1104    | 1067    |
| Différence:          |       | +10,50 % | +4,94 % | -3,35 % |

| Année:               | 2023. | 2024.   |
| -------------------- | ----- | ------- |
| Nombre de personnes: | 1080  | 1067    |
| Différence:          |       | -1,20 % |

## Économie
Le village est l'un des 7 villages slovaques faisant partie de la région viticole Tokay.

## Transport
Slovenské Nové Mesto est une gare sur la ligne 190 (Košice à Čierna nad Tisou) entre Čerhov et Borša avec un embranchement vers Sátoraljaújhely.

## Galerie

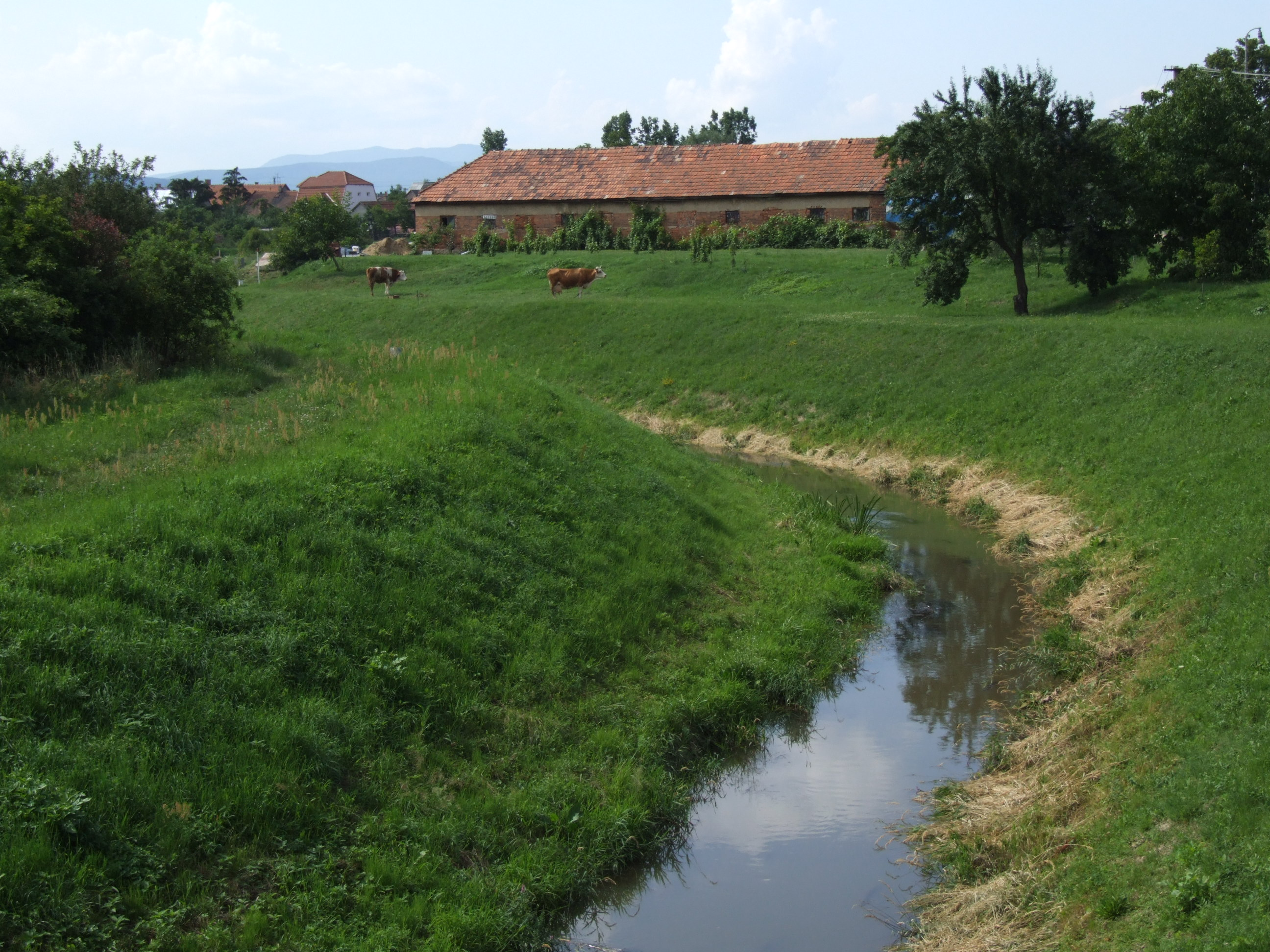
Frontière, Gauche : Sátoraljaújhely Droite : Slovenské Nové Mesto
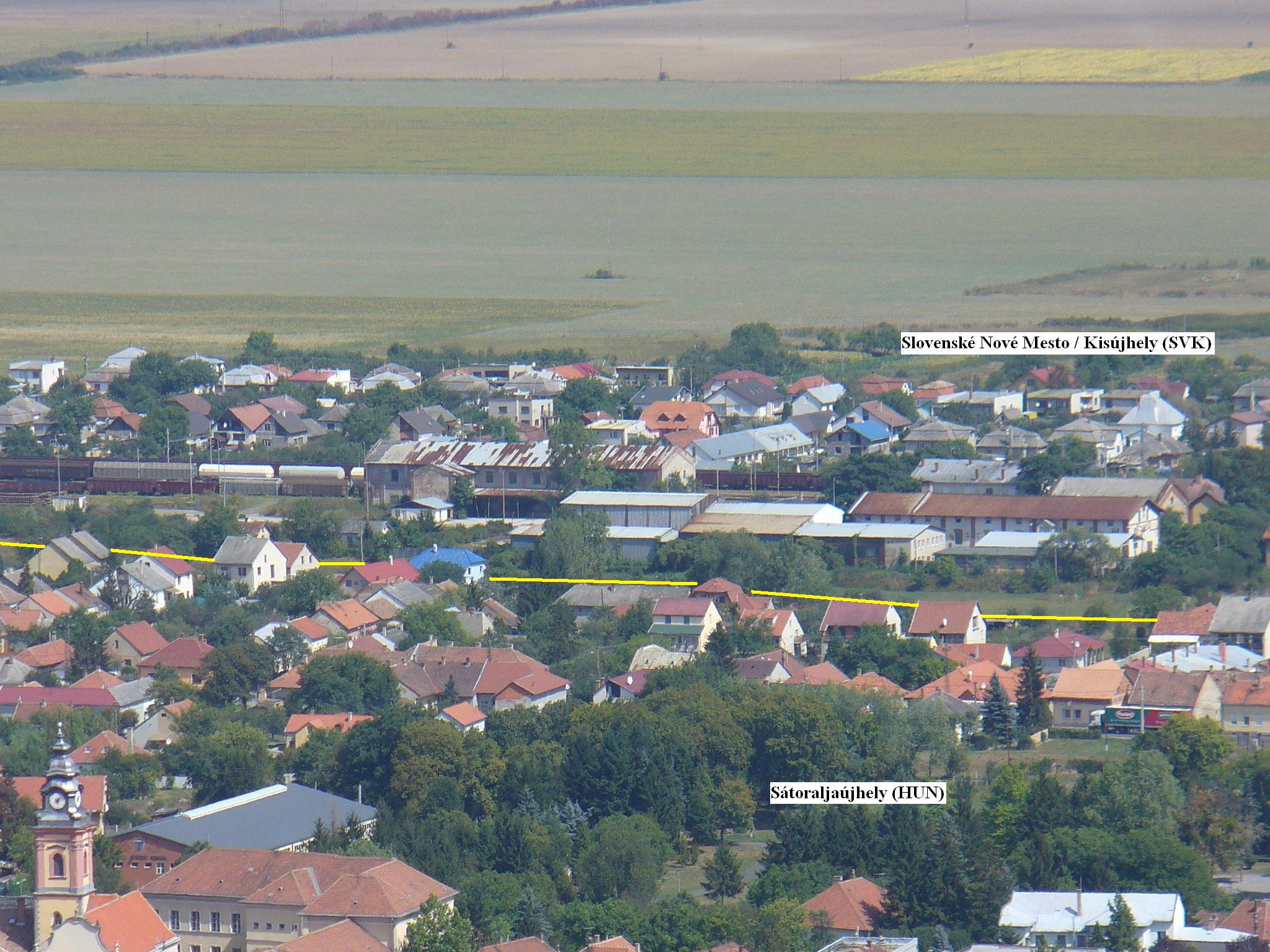
Frontière, Devant : Sátoraljaújhely : En fond Slovenské Nové Mesto